# Staromriasowo
Staromriasowo (ros. Старомрясово) – wieś (sieło) w Rosji, w Baszkortostanie, w rejonie dawlekanowskim. W 2010 liczyła 259 mieszkańców.